# 정치적 레즈비언주의
정치적 레즈비어니즘(政治的 - , 영어: political lesbianism)은 초창기 제2물결 페미니즘과 래디컬 페미니즘 내부에서 발생한 현상이며, 레즈비언 분리주의를 포함하지만 그에 의해 한정되지는 않는다. 정치적 레즈비어니즘은 성적지향이 정치적이고 페미니즘적인 선택이라는 이론을 포함한다. 하지만 이는 성소수자 지우기라는 평가가 많다. 

## 역사
정치적 레즈비어니즘은 1960년대 후반의 제2물결 래디컬 페미니스트들 사이에서, 성차별주의와 강제적 헤태로 성애와 싸우기 위한 방법의 하나로서 발생하였다. 실라 제프리스(Sheila Jeffreys)는 그녀가 '리즈 레볼루셔너리 페미니스트 그룹(Leeds Revolutionary Feminist Group)'과 함께 “적을 사랑하는가? 헤태로 성애 페미니즘과 정치적 레즈비어니즘” 이란 책을 공저할 때 이 개념을 발달시키는데 일조했다. 그들은 “당신의 침대에서 당신의 머릿속까지” 남성을 모두 몰아내도록 여성들을 격려하면서, 여성이 헤태로 성애에 대한 지지를 폐기하고 남성과의 동침을 중단해야 한다고 주장했다.
정치적 레즈비어니즘의 핵심 아이디어가 남성들로부터의 분리이긴 하지만, 이것이 곧 정치적 레즈비언들이 여성과 반드시 동침해야한다는 것을 의미하진 않는다. 어떤 이들은 독신주의자가 되거나 무성애자로서 자신을 정체화하는 것을 선택했었다. '리즈 레볼루셔너리 페미니스트 그룹(Leeds Revolutionary Feminist Group)'의 정치적 레즈비언에 대한 정의는 다음과 같다. “남성과 떡치지 않는 여성으로 정체화한 여성(a woman identified woman who does not fuck men)”. 그들은 남성을 적으로, 여성은 그들에 대한 억압에 스스로 공모하는 동시에 다른 협력자들과도 관계맺고있는 자들로 선포했다. 헤테로 성애에 기반한 행동은 가부장제 구조의 기본 단위로, 그것을 거부하는 레즈비언들은 확고부동하게 자리매김한 정치 시스템을 방해하는 자들로서 드러난다.

'더 페미니스트(The Fminists)' 그룹 설립에 일조한 래디컬 페미니스트 티그레이스 앳킨슨(Ti-Grace Atkinson)은 해당 무브먼트를 상징하는 문구가 만들어지는 것에 기여했다. ‘페미니즘은 이론이고, 레즈비어니즘은 실천이다.’

## 공유 관심사
넓은 의미에서 정치적 레즈비어니즘은 여성들의 여성에 대한 정치적 동일시를 수반하며, 남성들과의 관계 형성을 삼가는것을 지지하면서도 섹슈얼리티 그 자체를 넘어선 역할까지도 아우른다. 이것은 다음과 같은 아이디어에서 부분적으로 기반한다. 공통의 이익을 나누고 증진시키는 여성들은 여성의 사회적 지위를 향상·증진시키는데 중요한 긍정적이고 필수적인 에너지와, 전통의 규범들을 선택했을 때 헤테로성애 제도와 성차별주의 때문에 위축되기 마련인 여성의 발전을 창조한다는것.
페미니즘 운동 내부에 레즈비언들에 대한 차별이 있었음에도 불구하고, 이것은 결국 그들에게 소용이 있는 정치적 플랫폼을 제공해주었다는 평가가 존재하는 반면, 성적 지향을 정치적으로 이용한다는 평가 또한 있다.

## 레즈비언 분리주의
분리주의 페미니즘은 가부장제가 오직, 여성과 소녀들을 위한 최선의 방도라는 것에 대한 반대를 고수하는 래디컬 페미니즘의 한 형태이다. 어떤 분리주의 페미니스트들은 남성들이 페미니즘 운동에 긍정적인 기여를 할 수 있을 것이라고는 생각지 않으며, 심지어 선의를 가진 남성도 가부장제의 역학을 자가복제를 할 것이라고 의심한다.
더 퓨리스 컬렉티브(The Furies Collective)의 초기 멤버였던 샬롯 번치(Charlotte Bunch)는 분리주의 페미니즘을 하나의 전략 혹은, “첫 도약”의 ‘기간’, 혹은 특수한 목적이나 개인적 성장을 향상시키기위해서 벌인 주류의 운동으로부터의 ‘임시적 철수’로 바라보았다. 더 퓨리스 컬렉티브(The Furies Collective)들은 레즈비언 분리주의자를 “남성적 특권과의 유대를 끊어낸, 오직 그 여성들”이라고 결부시켜 통솔했고, “여성들이 여전히 특권과 안전을 부여받으면서 헤테로성애에서 이득을 얻는한, 그들은 자매들, 특별히 그 이득을 받을 수 없는 레즈비언 자매들을 배신하는 지점에 다다를 것이다.” 라고 주장했다.

## 섹슈얼리티와 비평의 사회적 구조
레즈비어니즘과 섹슈얼리티에 관한 이론적 확실성의 결여는, 마치 섹슈얼리티가 선택할 수 있는 것 그 이상으로 여겨질 수 있을 것처럼, 더 난해해져 버렸다. 또한 만약 레즈비어니즘이 사회 제도화된다면, 레즈비언들이 관계에 있어서 지배적인 페르소나를 가지는 방식 역시, 정치적 레즈비어니즘의 본래적 의도에 부딪치는 문제제기에 당면하게 될 지 모른다.

## 같이 보기
- 레즈비언 페미니즘
- 레즈보포비아
- 제4세대 여성주의
- 여성주의자 분리주의
- 아드리안 리치
- 줄리 빈델
- 이본 레이너